# NGC 4711
NGC 4711 = IC 3804 ist eine 13,5 mag helle Balken-Spiralgalaxie vom Hubble-Typ SBb im Sternbild Jagdhunde am Nordsternhimmel. Sie ist schätzungsweise 183 Millionen Lichtjahre von der Milchstraße entfernt und hat einen Durchmesser von etwa 70.000 Lj.

Im selben Himmelsareal befindet sich die Galaxie NGC 4687.
Das Objekt wurde m 1. Mai 1785 von Wilhelm Herschel  mit einem 18,7-Zoll-Spiegelteleskop entdeckt, der sie mit „F, S, lE, glbM, easily resolvable“ beschrieb. Eine „Wiederentdeckung“ erfolgte durch Max Wolf am 21. März 1903, diese wird als IC 3804 geführt.